# اليكسي بيل
اليكسي بيل هو مصارع هاوي كوبي، ولد في 18 يونيو 1990 في كاماغواي في كوبا.

## وصلات خارجية
- اليكسي بيل على موقع قاعدة بيانات المصارعة الدولية (الإنجليزية)
- اليكسي بيل على موقع قاعدة بيانات المصارعة الدولية (الإنجليزية)
- اليكسي بيل على موقع أوليمبيديا (الإنجليزية)